# فورزا إيطاليا
فورزا إيطاليا (بالإيطالية: Forza Italia)‏ هو حزب سياسي إيطالي، أسسه سيلفيو برلسكوني في 18 يناير 1994، وحُلّ في 27 مارس 2009، يقع مقره في روما. بلغ عدد أعضائه 400,000 في 2007.

## أعضاء بارزون
- كود سباركل
- تحديث القائمة

- بود سبنسر
- فرانكو زافاريلي
- Antonio Tajani ( - 2009)
- جامبييرو بونيبيرتي
- Alberto Cova
- ليتيزيا موراتي
- Manuela Di Centa
- Giulio Tremonti (1994 - 2009)
- Franco Malerba
- Lucio Colletti